# Жамбил (Темірський район)
Жамби́л (каз. Жамбыл) — село у складі Темірського району Актюбінської області Казахстану. Входить до складу Темірської міської адміністрації.
До 2010 року село називалось Ленінське.
Населення — 257 осіб (2021; 307 у 2009, 449 у 1999, 617 у 1989).